# 北卡羅萊納州州旗
北卡罗来纳州州旗总共有两版，其中第一版是1861年该州加入美利坚联盟国期间设计的。目前采用的第二版州旗设计于1885年，最后修改于1991年。

## 历史

### 第一面旗帜（1861年至1885年）

1861年至1885年州旗

直到1861年北卡罗来纳州制宪会议召开之前，该州尚无正式州旗。会议期间，代表们投票决定加入美利坚联盟国，并成立委员会设计州旗。该旗帜于1861年6月22日经会议通过。旗面为红色，中央配一颗白色五角星，星上方呈半圆形排布的“1775年5月20日”字样是存在争议的《梅克伦堡独立宣言》发表日期。星下方呈半圆形排布的文字为“1861年5月20日”，这是北卡宣布脱离联邦的日期。旗帜还包括两条等宽横条，颜色为一蓝一白。整体设计类似于罗利艺术家威廉·G·布朗提出的方案。南北战争期间，分裂主义领袖推崇《梅克伦堡独立宣言》，试图将其与北卡罗来纳州加入邦联联系起来。1864年9月，邦联领袖杰斐逊·戴维斯在夏洛特对群众演讲时称“本地人民是首批挑战英王权威并宣布独立的人”。

### 第二面旗帜（1885年至今）

#### 1885年州旗法令

标准化之前的州旗（1885年–1991年）

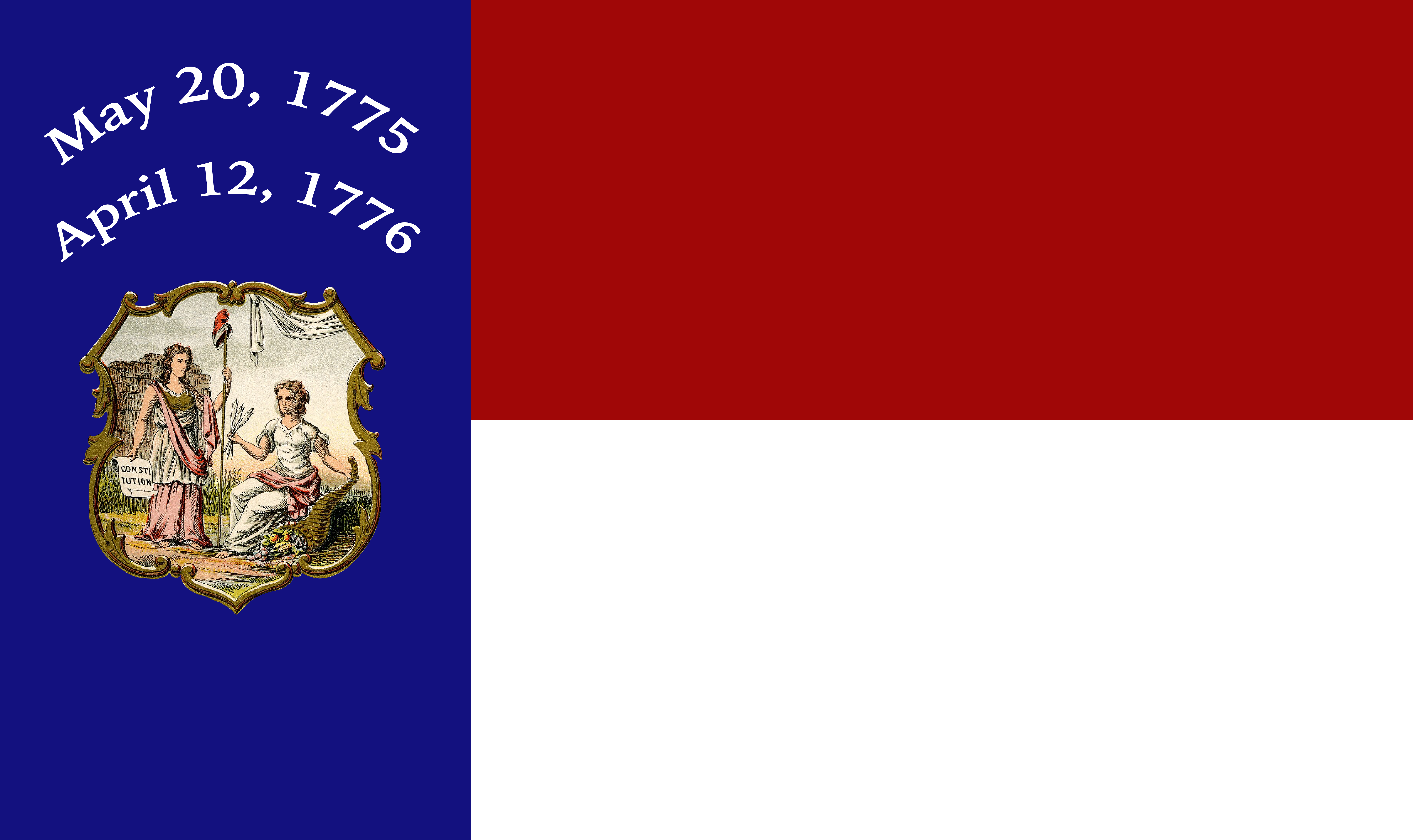
1885年的拟定州旗（数字重建版）

前邦联士兵、曾任北卡罗来纳州副官（1877年–1888年）的约翰斯顿·琼斯于1885年3月提出法案，促使州议会通过新州旗以取代1861年6月22日所采纳的旧旗。新旗将原先的红色旗面改为蓝色，这是北卡罗来纳州首个也是唯一一个正式代表其作为美利坚合众国一部分的州旗。
北卡罗来纳州州旗于1885年由州议会立法通过，并在《通用法规》第144-1条中作如下规定：
北卡罗来纳州州旗应包含蓝色区域，中央为一颗白色五角星，星左为金色字母“N”，星右为金色字母“C”；包含该图案的圆形，其直径为蓝色区域宽度的三分之一。旗面飞幅部分由上下两条等宽横条组成，上红下白，横向长度与蓝色区域的纵向长度相等。旗帜总长度应比其宽度长三分之一。在蓝色区域中央白星上方设一枚金色半圆形卷轴，黑字书写“1775年5月20日”。而白星下方设一枚同样样式的卷轴，黑字书写“1776年4月12日”。

### 1991年改版
1991年6月24日，北卡罗来纳州参议院通过法案修改了州旗的官方比例，原1885年法案中“旗帜总长度应比其宽度长三分之一”被改为“旗帜总长度应比其宽度长二分之一”。

## 象征意义
旗帜上标有《梅克伦堡独立宣言》（1775年5月20日）和《哈利法克斯决议》（1776年4月12日）的日期，这两份文件确立了北卡罗来纳州在美国独立运动中的先锋地位，此外这两个日期也出现在该州州徽上。

## 致敬
北卡罗来纳州议会于2007年通过了州旗官方致敬词，其内容如下：
“我向北卡罗来纳州州旗致敬，向古老的北方之州表达我的热爱、忠诚与信念。”